# گمینا کروشنگویتسه
گمینا کروشنگویتسه (به لهستانی:  Gmina Krośniewice) یک گمینا در لهستان است که در شهرستان کوتنو واقع شده‌است. گمینا کروشنگویتسه ۹۴٫۷۱ کیلومتر مربع مساحت و ۸٬۹۸۳ نفر جمعیت دارد و ۱۲۵ متر بالاتر از سطح دریا واقع شده‌است.